# کیرک پالمر
کیرک پالمر (به انگلیسی: Kirk Palmer) (زادهٔ) شناگر اهل استرالیا است.